# ネソコドン属
ネソコドン属（ネソコドンぞく、学名: Nesocodon）は、キキョウ科内の被子植物の単型属である。本属を構成する唯一の種がるNesocodon mauritianus（以前はWahlenbergia mauritianaと呼ばれた）であり、モーリシャス島の固有種である。
初めて発見された赤色の花蜜を生産する植物である。元々は鳥によって受粉されると考えられていたが、近年の研究では、ニシキヒルヤモリ（Phelsuma ornata）がこれらの花の望ましい授粉媒介者であり、鳥は花蜜泥棒として機能していることが示されている。コウラウン（Pycnonotus jocosus）は盗蜜をする。花蜜は分泌直後は黄色であるが、花蜜内の酵素の作用でpHがアルカリ性となり、黄色色素（シナピルアルコール）がプロリンと反応して赤色色素（ネソコディン）を形成する。ニシキヒルヤモリは花蜜の赤色を視認・検出可能であることも明らかにされている。
マスカリン諸島のヘテロカエニア属（Heterochaenia）と近縁関係にあるが、複数の円錐花序ではなく独立した花を持つ。